# ACDC Lane
ACDC Lane je krátká ulice v Melbourne. Běží jižně od Flinders Lane mezi Exhibition Street a Russel Street v centru Melbourne.
Ulice se dříve nazývala Corporation Lane, ale byla 1. října 2004 přejmenována na počest australské rokové skupiny AC/DC. Hlasování rady města o přejmenování bylo jednomyslné. Tradiční blesk nebo lomítko ("/") používané k oddělení AC a DC v názvu kapely odporovalo pravidlům pojmenování Úřadu pro registraci geografických pojmenování, takže tato interpunkce byla na značce ulice vynechána. 
Starosta Melbourne John So otevřel ACDC Lane se slovy: "As the song says, there is a highway to hell, but this is a laneway to heaven. Let us rock." Bagpipes poté zahráli "It's a Long Way to the Top (If You Wanna Rock 'n' Roll)." Měsíc po přejmenování byl vztyčen blesk nad a pod tabulkou s názvem ulice fanouškem zvaným Knifeyard. Blesk byl později odstraněn.
V ulici se nachází rock'n'rollový klub Cherry Bar.

## Důvody pojmenování
Ulice byla přejmenována kvůli vazbám AC/DC na Melbourne, jejich statusu kulturních velvyslanců Austrálie a pozici ulice v čtvrti klubů a rocku.